# Entomogramma grisea
Entomogramma grisea är en fjärilsart som beskrevs av Hans Daniel Johan Wallengren 1856. Entomogramma grisea ingår i släktet Entomogramma och familjen nattflyn. Inga underarter finns listade i Catalogue of Life.